# Arlen Specter
Arlen Specter (Wichita, Kansas, 12 de febrero de 1930 - 14 de octubre de 2012) fue un político estadounidense.
Nacido en el estado de Kansas, hijo de padres inmigrantes judíos rusos.
 Estudió en la Universidad de Oklahoma, y posteriormente en la Universidad de Pensilvania, donde se graduó en Relaciones Internacionales. Luchó como piloto militar en la guerra de Corea entre 1951 y 1953. Posteriormente se graduó de abogado en la Universidad de Yale en 1956.
Trabajó como asesor en la Comisión Warren encargada de investigar el asesinato del presidente John Fitzgerald Kennedy; fue coautor de la controvertida "teoría de una sola bala".
Electo al Senado de los Estados Unidos por primera vez en 1980, fue sucesivamente reelecto en varias ocasiones. De posiciones moderadas, había sido simpatizante del Partido Demócrata en su juventud; en 1966 sin embargo, se cambió al Partido Republicano, en el cual hizo toda su carrera política. En 1995 anunció su postulación a la Presidencia, y en la precampaña marcó su posición moderada en varios temas; finalmente apoyó a Bob Dole.
El 28 de abril de 2009 se hizo notorio por apartarse del Partido Republicano para adherir al Partido Demócrata.